# Visayanhavet
Visayanhavet er et lille havområde inden for den filippinske øgruppe. Det omgives på tre sider af Visayas med Panay som vestlig grænse, Cebu og Negros mod syd, Leyte mod vest samt mod nord Masbate, der formelt ikke hører til Visayas.
11°30′N 123°40′Ø / 11.5°N 123.67°Ø